# 카를루스 아우베르투 파헤이라
카를루스 아우베르투 파헤이라(포르투갈어: Carlos Alberto Parreira, 1943년 2월 27일 ~ )는 브라질의 전 축구 감독이다. 1980년 AFC 아시안컵의 쿠웨이트, 1994년 FIFA 월드컵과 2006년 FIFA 월드컵의 브라질을 이끌어 우승과 8강을 이끌었으며, 1990년 FIFA 월드컵의 아랍에미리트와 1998년 FIFA 월드컵의 사우디아라비아, 2010년 FIFA 월드컵의 남아프리카 공화국을 이끌었다.

## 쿠웨이트 대표팀
1980년 쿠웨이트를 이끌고 아시안컵에 출전, 결승에 진출하여 대한민국을 3-0으로 대파하고 우승컵을 차지하였고, 1981년 쿠웨이트에서 열린 1982년 FIFA 월드컵 예선에서 또다시 대한민국을 2-0으로 대파하고 최종 예선에 진출, 최종 예선에서도 자력으로 본선 진출에 성공했다.
쿠웨이트는 월드컵 본선에 출전, 체코슬로바키아와 1-1로 비기고, 잉글랜드와 대등한 경기 끝에 0-1로 석패하였으나 2차 리그 진출이 불투명한 상황이 되었다. 이러한 상황 속에서 맞이한 프랑스전 도중 프랑스에게 1-3으로 패하고 있던 후반 35분 프랑스의 4번째 골이 터졌다. 쿠웨이트 선수들은 소비에트 연방 출신 주심에게 관중들의 피리 소리를 주심의 휘슬로 착각하여 플레이를 정지시켰다며 어필했으나 소비에트 연방 출신 주심은 들은 척도 안했고, 양팀이 옥신각신하여 경기가 7분간 중단되었다. 이때 쿠웨이트 축구협회장을 역임하던 셰이크 파하드 왕자가 그라운드로 난입, 선수단 철수 명령을 내렸고 분위기가 험악해지기 시작했다. 사태를 알아차린 소비에트 연방 출신 주심은 프랑스의 득점을 무효로 선언했다. 그러나 후반 종료 직전 프랑스가 1골을 더 넣어 4-1로 이겼고, 결국 쿠웨이트는 1무 2패가 되어 조 최하위로 탈락하고 말았다.
그 후 소비에트 연방 출신 주심은 자격 정지 처분을 받았고, 쿠웨이트 축구협회장에게도 엄중히 경고가 내려졌다. 쿠웨이트 협회에도 25,000파운드의 벌금이 부과되었다. 이후 감독직에서 물러났다.

## 브라질 대표팀
쿠웨이트 감독직에서 물러난 이후 모국 브라질 대표팀을 맡았다. 1983년 코파 아메리카 대회에서 브라질을 결승까지 진출시켰으나, 몬테비데오에서 열린 결승에서 0-2 영패를 당한 이후 홈에서 1-1로 비겼으나 우루과이가 우승컵을 가져갔고 그는 해임되었다.

## 아랍에미리트 대표팀
1989년에 마리우 자갈루의 후임으로 아랍에미리트 축구 국가대표팀 감독으로 선임되었다. 선수단을 이끌고 이탈리아 월드컵에 출전했으나 독일에 1-5, 콜롬비아에 0-2, 유고슬라비아에 1-4로 대패하여 3전 전패 2득점 11실점 조 최하위에 그쳤다. 월드컵 종료 후 아랍에미리트 감독직에서 물러났다.

## 브라질 대표팀
이후 파헤이라는 브라질을 이끌고 실리적인 전술을 써서 1994년 FIFA 월드컵 예선을 무난하게 통과하는데 성공했다. 본선에서도 러시아, 카메룬을 격파하고 스웨덴과 1-1로 비겨 2승 1무로 16강 진출했다. 여기까지는 일단 좋았다.
그러나 여기서부터 그는 수비적인 전술로 일관하여 축구팬들의 비난을 받았다. 당시 축구 불모지로 불리던 미국과의 시합에서 졸전 끝에 1-0으로 신승한데 이어 딕 아드보카트 감독이 이끌던 네덜란드에게도 별다른 활약을 보이지 못하며 3-2로 이겨 준결승에 진출했다. 이어 브라질은 조별리그에서 만난 스웨덴을 1-0으로 이겨 결승에 진출, 이탈리아와 대전하게 되었다.
이탈리아와 대전하게 된 브라질은 공격축구를 원하는 축구팬들의 기대에 부응하지 못한 채 0-0으로 비겼고, 결국 승부차기에서 이탈리아의 로베르토 바조의 실축에 힘입어 통산 4번째 우승을 차지했다.
그러나 평소 파헤이라의 수비적인 전술로 인해 현지 축구팬들의 비난을 받는 상황에서 또다시 브라질적인 삼바 축구를 버리고 재미없는 수비 전술을 사용하여 우승을 차지, 삼바가 아닌 행군을 선택함으로써 결과적으로 브라질적인 축구의 재미를 저하시켰다는 비난을 받게 되었고 결국 그는 역적으로 몰려 월드컵 종료후 즉각 해임되었다.

## 사우디아라비아 대표팀
1998년 FIFA 월드컵에서 사우디아라비아 축구 국가대표팀을 역임하게 된 그는 월드컵 예선을 조 1위로 통과, 본선에 2회 연속 진출했다. 정부 차원에서의 오일머니에 힘입은 대대적인 지원과 국민적인 성원에 힘입어 월드컵 예선에서도 선전, 본선 진출에 성공했다. 더욱이 1994년 FIFA 월드컵에서 16강에 진출한 사실은 이를 한층 고무시켰다.
그러나 1994년과는 달리 1998년에 사우디아라비아의 성적은 참담했다. 덴마크에 0-1로 석패한데 이어, 개최국 프랑스에 0-4로 대패, 2연패로 예선 탈락 확정되었다. 남아프리카 공화국과는 2-2로 비겼다.
이에 분노한 사우디아라비아 축구 연맹은 프랑스전 직후 그를 해임하고 수석코치로 봉직하고 있던 모하메드 알 카라시를 감독 대행으로 지정했다.

## 브라질 대표팀
2002년 FIFA 월드컵이 끝나고 브라질의 감독으로 선임되었다. 재임 초기에 열린 2003년 FIFA 컨페더레이션스컵은 조별 예선 탈락하였으나 이후 공격적인 전술에 힘입어 2004년 코파 아메리카와 2005년 FIFA 컨페더레이션스컵을 연이어 제패, 2006년 FIFA 월드컵때에도 우승 후보로 거론되었다.
브라질은 이러한 기대에 부응, 크로아티아를 1-0, 거스 히딩크 감독의 호주를 2-0, 지쿠 감독의 일본을 4-1로 각각 대파하고 3전 전승으로 16강에 진출, 16강전에서도 아프리카의 강호 가나도 3-0으로 영봉하고 8강에 올라 우승후보다운 활약을 보였다.
그러나 8강에서 맞이한 프랑스전에서는 지나친 개인기 위주의 축구라는 비판 속에 지네딘 지단을 위시한 해외 용병출신 프랑스 선수들의 조직력에 힘없이 무너지며 0-1로 패했다. 그나마 지다 골키퍼의 선방이 아니었으면 대패도 가능한 경기였다는 측면에서 지나친 개인기 위주의 축구에 대한 축구팬들의 비난이 쏟아졌다.
결국 월드컵 종료후 그는 브라질 축구협회로부터 해임 통보받았다.

## 남아프리카공화국 대표팀
이후 그는 2006년 7월 남아프리카 공화국 축구 국가대표팀 감독으로 임명되었다. 이후 2008년 2월 조엘 산타나 감독에게 지휘봉을 넘겨주었다가 2010년 다시 복귀, 2010년 FIFA 월드컵에 출전했다.
월드컵에 출전한 남아프리카 공화국은 멕시코와 1-1 무승부를 기록하여 좋은 출발을 했다. 그러나 우루과이전에서 남아프리카 공화국은 삐걱거리기 시작했고, 디에고 포를란에게만 2골을 허용, 0-3 대패를 당해 16강 진출이 불투명해졌다. 남아프리카 공화국은 멤버를 일신, 프랑스전에서 2-1로 이겼으나 멕시코에 골득실에서 뒤져 사상 최초의 개최국 조별리그 탈락의 수모를 당했다.
이후 남아프리카 공화국 대표팀 감독에서 물러났다.

## 경력

#### 플루미넨시
- 세리에 A : 1984
- 세리에 C : 1999

#### 페네르바흐체
- 쉬페르 리그 : 1995-96

#### 코린치안스
- 토르네이우 리우-상파울루 : 2002
- 코파 두 브라실 : 2002

#### 쿠웨이트
- 아라비아 걸프컵 : 1982
- AFC 아시안컵 : 1980

#### 브라질
- FIFA 월드컵 : 1994
- 코파 아메리카 : 2004
- FIFA 컨페더레이션스컵 : 2005

#### 사우디아라비아
- AFC 아시안컵 : 1988

#### 남아프리카공화국
- COSAFA컵 : 2007

### 개인
- 월드 사커 올해의 감독 : 1994
- IFFHS 올해의 국대 감독 : 2005